# Organisation de l'Église adventiste du septième jour
 (mai 2010).
Si vous disposez d'ouvrages ou d'articles de référence ou si vous connaissez des sites web de qualité traitant du thème abordé ici, merci de compléter l'article en donnant les références utiles à sa vérifiabilité et en les liant à la section « Notes et références ».

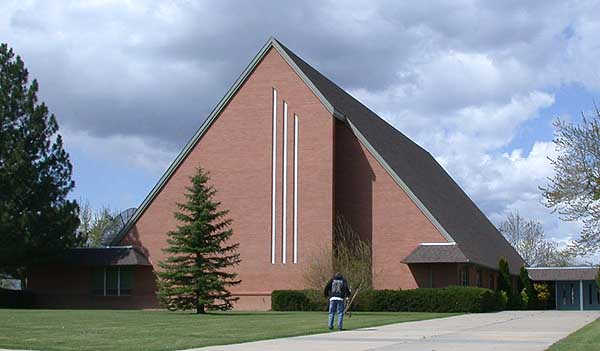
Église adventiste

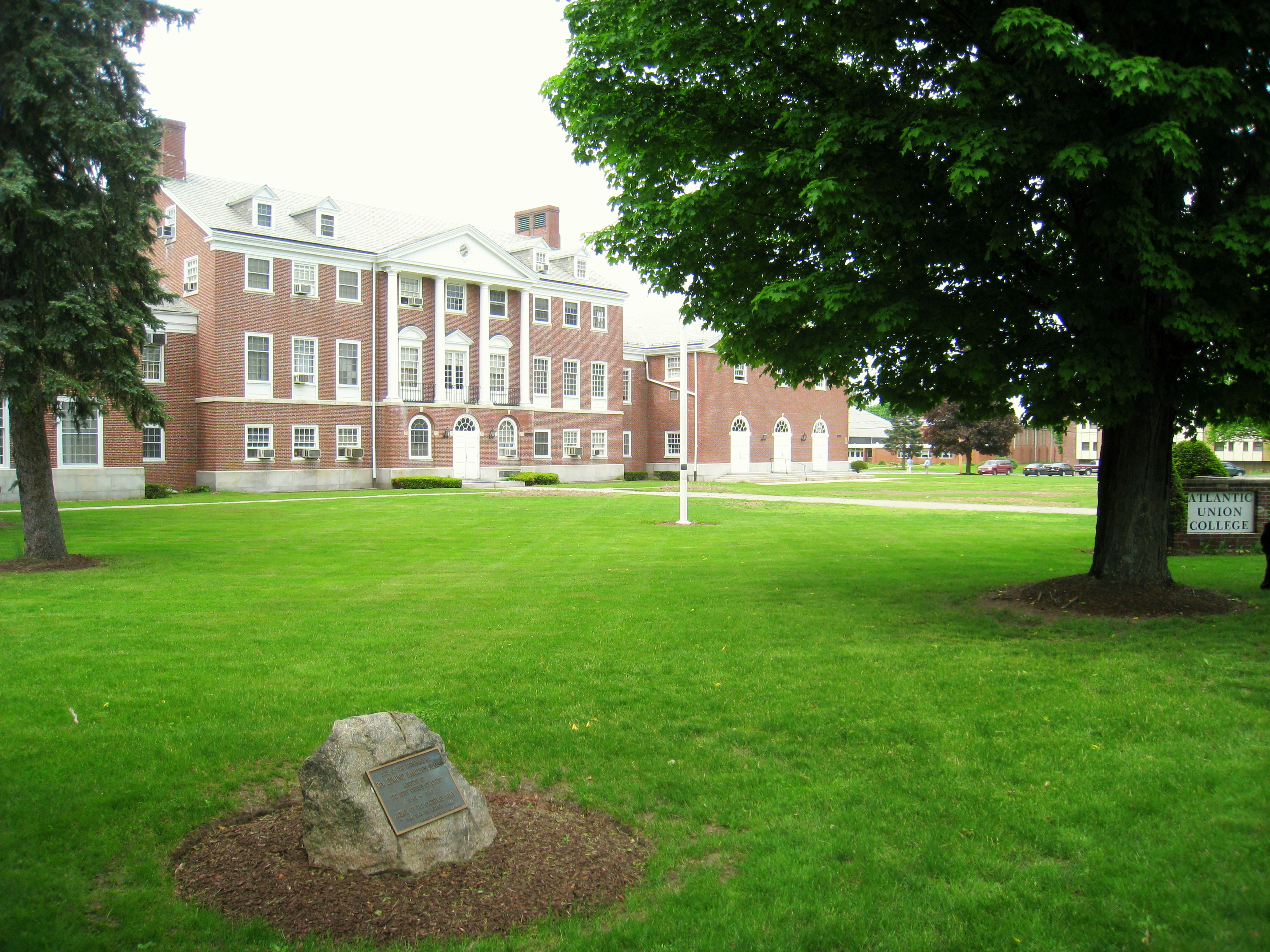
Atlantic Union College, États-Unis

L’organisation de l’Église adventiste du septième jour se caractérise par une structure ecclésiale mondiale et unifiée sur la doctrine, les règlements, le fonctionnement  et la mission, mais décentralisée dans l’utilisation des compétences, de la prise de décision et des stratégies d’évangélisation. Elle vise l’unité dans la diversité dans ses modes d'opération. Elle est basée sur une représentation démocratique qui ressemble au système presbytérien d’organisation ecclésiale.

## Histoire
Le système d’organisation de l’Église adventiste du septième jour se développa de façon ad hoc, sans plan préétabli. À plusieurs reprises, les adventistes se trouvèrent forcés de s’adapter aux circonstances et d’ajuster leur structure afin de répondre aux exigences de leur mission. 

### Opposition initiale à l’organisation
Au début du mouvement, les adventistes étaient fortement opposés à une organisation ecclésiale. Un grand nombre d’entre eux, dont beaucoup de pasteurs, avait été expulsé de leurs congrégations locales durant le mouvement de réveil millérite. Aussi, ils prirent en aversion toute forme d’organisation religieuse.
Joseph Bates et James White, deux fondateurs de la future Église adventiste du septième jour, étaient des anciens membres de l’Église chrétienne (les connexionnistes), un mouvement protestant qui considérait l’organisation ecclésiale comme étant un obstacle à la liberté chrétienne. Sa seule concession fut l’établissement de congrégations locales, indépendantes les unes des unes. Bien qu’Ellen White, l’autre fondatrice de l’adventisme, fut anciennement membre d’une dénomination très structurée, l’Église méthodiste épiscopale, elle partagea ce sentiment. Sans être  averties, sa famille et elle avaient été radiées de la liste de leur congrégation à cause de leur croyance au retour du Christ.
Ce sentiment de rejet était commun à beaucoup d’autres millérites. Certains furent même parfois franchement radicaux. Ainsi, pour le prédicateur millérite George Storrs, une église devenait Babylone – un terme synonyme d’apostasie dans la Bible – à l’instant précis où elle s’organisait. Il argua en faveur d’une église invisible de croyants, unis dans l’amour par leur fidélité à Dieu.
Privés de lieux de culte, les premiers adventistes se réunissaient dans des maisons en petits groupes. Dispersés à travers la Nouvelle-Angleterre, ils se rencontraient occasionnellement pour étudier la Bible, comme lors des « réunions sur le sabbat et le sanctuaire » entre 1848 et 1850. Autrement, leur seul point de ralliement fut la revue, Advent Review and Sabbath Herald (La revue de la venue et le héraut du sabbat), fondée par James White en 1849. En plus des articles, cette revue fournissait des nouvelles sur les adventistes et publiait les lettres des lecteurs en réaction aux sujets abordés.

### Organisation en église (1860-1863)

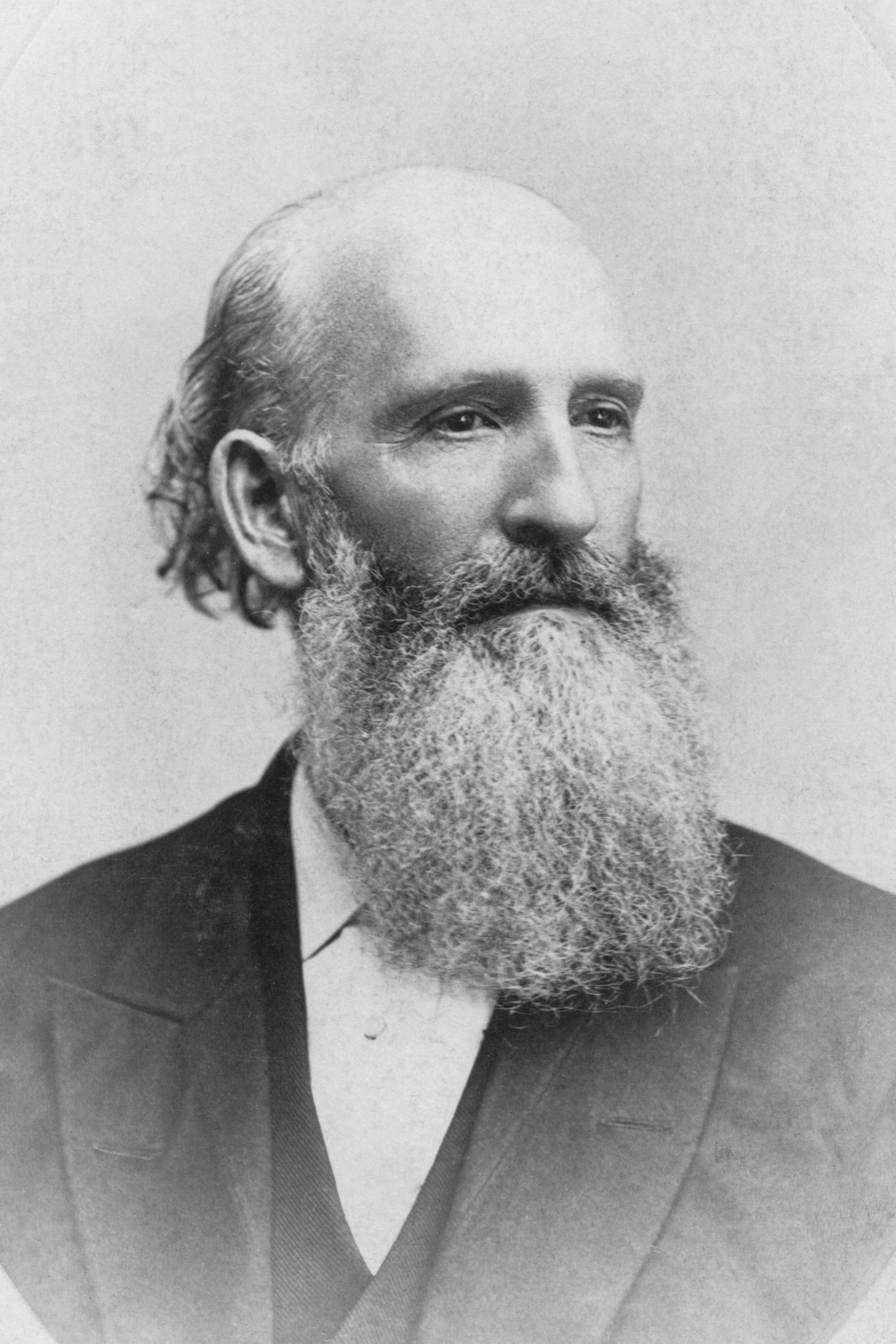
James White

Comprenant les besoins d’un mouvement naissant, James et Ellen White réclamèrent pour la première fois « l’ordre évangélique » (l’organisation en église) en 1853. James White le souhaitait pour des raisons bibliques et pragmatiques. Ils avaient besoin de lieux de culte, de pasteurs, de structures, de ressources, et surtout d’unité, pour remplir leur mission.
Il ne fut pas facile de vaincre la réticence des adventistes mais lors de l’assemblée générale du 29 septembre au 1er octobre 1860, convoquée par James White à Battle Creek dans le Michigan, ils adoptèrent le nom proposé par David Hewitt : « les adventistes du septième jour ». Ils étaient alors 3000 membres.

#### Premières Fédérations
En octobre 1861, les églises adventistes du Michigan se regroupèrent en une Fédération d'églises locales, présidée par un laïc, William Higley. Le terme « laïc » signifie ici une personne qui n’est pas membre du clergé, non pas quelqu’un d’irréligieux. Inspirées par l’exemple des églises adventistes du Michigan, sept autres Fédérations se formèrent en 1862 dans les états de la Nouvelle-Angleterre et du nord-est des États-Unis.

#### La Conférence générale
Cependant, des Fédérations d’églises ne constituaient pas une entité légale unique, étant indépendantes les unes des autres. Aussi, sous l’impulsion de James White, du 20 au 24 mai 1863, vingt délégués des Fédérations se réunirent à Battle Creek dans le Michigan pour fonder la Conférence générale de l'Église adventiste, chargée de les orienter et de les superviser. Ils élurent pour un an les trois officiants de cette direction mondiale :
- Président : John Byington.
- Secrétaire : Uriah Smith.
- Trésorier : E. S. Walker.

Il y avait alors 3500 adventistes du septième jour et une trentaine de pasteurs.

### Restructurations (1888-1913)
La structure à deux niveaux administratifs au-dessus des congrégations apporta de l’unité et de la stabilité qui permirent à l’Église adventiste de se développer. Mais les adventistes découvrirent qu’elle avait aussi des lacunes. Le premier problème fut que le petit comité exécutif de la Conférence générale (jamais plus de 8 membres avant 1897, où il passa à 13 membres) se réunissait rarement. Ses membres étaient le plus souvent en voyage. Aussi, les décisions les plus importantes étaient prises par le président de la Conférence générale. Pour ne pas arranger les choses, des personnalités fortes comme James White et George Butler avaient tendance à dominer.

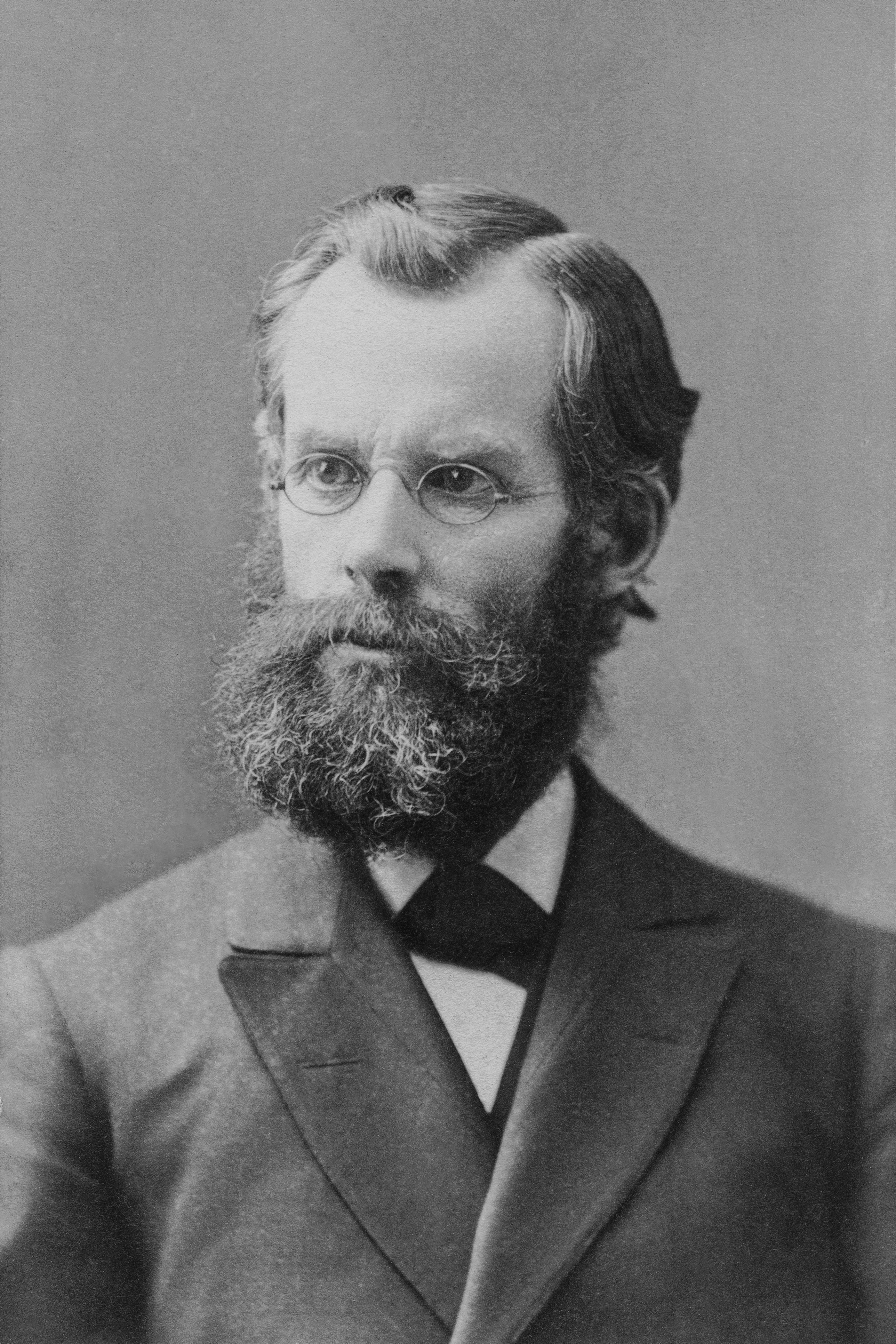
John Andrews

Un deuxième problème fut qu’à partir de 1874, les adventistes se déployèrent à travers le monde. Cette année-là, John N. Andrews devint le premier missionnaire adventiste officiel, œuvrant en Europe, de sa base à Bâle en Suisse. Il fut suivi en 1876 par le Canadien francophone, Daniel Bourdeau, qui œuvra en France. À partir de 1877, le Danois John Matteson sillonna la Scandinavie. En 1891, l'Allemand Louis Conradi devint le président de la Mission Allemagne-Russie, la première Mission dans le monde. Mais l'organisation était centralisée à la direction mondiale adventiste à Battle Creek dans le Michigan. Les missionnaires devaient écrire aux dirigeants adventistes pour recevoir leur aval pour de nombreuses décisions. Parfois, les dirigeants ne comprenaient pas tous les aspects d'une situation et demandaient des explications supplémentaires avant de se décider. C’était l’époque de la calèche, des coursiers à cheval, de la locomotive à vapeur et du bateau à vapeur. Le courrier prenait plusieurs semaines pour être acheminé d’un continent à un autre. Plusieurs mois pouvaient s’écouler avant d’obtenir un accord.
Un troisième problème releva du développement relativement rapide du nombre de Missions, de Fédérations et d’institutions adventistes à travers le monde : écoles, sanitariums, maisons de retraite, restaurants végétariens, imprimeries, orphelinats, centres d’hydrothérapie ou centres d’accueil urbains. Ces institutions représentaient une masse de détails administratifs et de défis financiers, ingérables pour une poignée de dirigeants. En fait, la dénomination accumulait des dettes énormes. Dans les années 1890, l’Église adventiste était confrontée à deux dysfonctionnements apparemment contradictoires : une trop grande centralisation des décisions et une décentralisation des associations (étant légalement indépendantes, elles fonctionnaient sans coordination avec la Conférence générale). 
Au fil des années, les adventistes avaient créés plusieurs associations : publications (1861), société d'imprimés (1874), école du sabbat (1875), tempérance et santé (1879), liberté religieuse (1889) ou mission étrangère (1889). Dans la pratique, quelques personnes prenaient des décisions pour tout un secteur d'activités : John Harvey Kellogg dominait le système médical adventiste, William Prescott dirigeait plusieurs institutions du système d'éducation adventiste et l'association de publication gérait toutes les imprimeries adventistes.
Ellen White déplora vivement cette situation : le surmenage et le « pouvoir royal » des dirigeants adventistes, la lenteur du processus de décision, l’ignorance des réalités des pays éloignés, le manque d’administrateurs qualifiés et l'endettement des institutions. Elle réclama une réorganisation de l’Église adventiste qui décentraliserait les compétences et les sphères de décision, et de la discipline dans la gestion. Au départ, les efforts de restructuration furent laborieux. Deux tentatives de restructuration (les districts en 1888 et les trois Conférences générales en 1897) furent infructueuses et durent être abandonnées. Néanmoins, les adventistes procédèrent étape par étape à une grande réorganisation. 

#### Les départements
En 1889, Asa Robinson fut chargé d’organiser la Fédération adventiste d’Afrique du Sud. Persuadé que le nombre d’adventistes sud-africains était trop faible pour former des associations, il intégra leurs activités à l’organisation de cette Fédération sous la forme de départements. Ce système marcha si bien qu’il fut généralisé en 1901 à l’ensemble des congrégations locales et des niveaux administratifs de l’Église adventiste.

#### Première Union
Avec le soutien d’Ellen White, qui résidait alors en Australie, les Fédérations de l’Australie et de la Nouvelle-Zélande se regroupèrent en 1894 sous la direction d’une administration supérieure, l’Union australasienne, avec Arthur Daniells comme président. Cette structure fut créée pour fonctionner de façon plus autonome. Avec l’accord de la Conférence générale, la plupart des décisions fut pris localement, sans se référer à chaque fois à la direction adventiste mondiale.    

#### La réorganisation de 1901
En 1900, l'Église adventiste était devenue une organisation de dimension mondiale implantée dans 38 pays. Sa structure n'était plus adéquate dans de telles conditions. Lors de l'assemblée générale de la Conférence générale en avril 1901, au cours de laquelle Arthur Daniells fut nommé président, les adventistes du septième jour procédèrent à une série de restructurations :
- Le niveau administratif des Unions (de Fédérations et de Missions) fut officialisée.
- Les associations devinrent des départements de la Conférence générale, des Unions et des Fédérations.
- Le comité de la mission étrangère fut confié au comité exécutif de la Conférence générale. Auparavant, ce comité travaillait avec trois associations différentes, ce qui créait de la confusion.
- Les Unions obtinrent la supervision administrative et la possession légale des institutions (auparavant sous le contrôle des associations) qui se trouvaient sur leurs territoires[7].

Une autre conséquence de ce mouvement de décentralisation fut la relocalisation des institutions adventistes de Battle Creek. Ellen White estima qu'une telle concentration n'était pas saine pour la mission de l'adventisme. De ce fait, le college de Battle Creek fut relocalisé à Berrien Springs dans le Michigan, ainsi que l'imprimerie Review and Herald et le siège de la Conférence générale à Takoma Park, près de Washington dans le Maryland.

#### Premières Divisions
Malgré la restructuration de 1901, les adventistes européens réclamèrent une structure qui coiffe toutes les Unions de leur territoire. Dès 1882, ils avaient formé un conseil européen des Missions adventistes. Après deux tentatives qui s'avérèrent peu satisfaisantes et de courte durée (la Conférence générale européenne en 1902 et la nomination en 1909 de Louis Conradi et d'Irwin Evans comme vice-présidents de la Conférence générale de l'Europe et de l'Asie respectivement), les adventistes créèrent officiellement en 1913 le système de Divisions de la Conférence générale. Peu à peu, d'autres Divisions furent établies : 
- 1902 : Division européenne
- 1909 : Division asiatique
- 1913 : Division nord-américaine
- 1915 : Division sud-américaine
- 1918 : Division de l'extrême-orient
- 1920 : Division africaine
- 1920 : Division d'Asie du sud
- 1922 : Division interaméricaine
- 1931 : Division de la Chine[10]

Sur le plan structurel, les Divisions furent concrètement - et sont toujours - des branches administratives régionales de la Conférence générale. Leurs présidents furent, et demeurent, des vice-présidents de la Conférence générale. Arthur Daniells comprit la nécessité de laisser la gestion des affaires courantes et la prise d'initiatives aux administrations régionales (les Divisions) et locales (les Unions et les Fédérations) de l’Église adventiste. La Conférence générale apporta des conseils et des orientations globales mais ces administrations furent libres de les adapter à leurs cultures et aux besoins locaux.

### L’organisation adventiste aujourd’hui
William Spicer fut le président de la Conférence générale qui comprit sans doute le mieux l’importance d’une structure flexible. Bénéficiant d'une longue expérience missionnaire, il contribua grandement à l'expansion mondiale de l'adventisme durant les trois premières décennies du XXe siècle. Ayant été exposé à une grande variété de cultures, il déclara constamment : « Les détails de l’organisation peuvent varier selon les situations et les besoins de l’œuvre ». À la fin de sa présidence en 1930, l’Église adventiste avait établi 270 Missions sur tous les continents. 
Depuis les années 1920, peu de changements majeurs ont été effectués au sein de la structure de l’Église adventiste. Les évolutions les plus notables ont été :
- Les redécoupages administratifs. À tous les niveaux de la dénomination, des redécoupages administratifs s’effectuèrent régulièrement en fonction de la superficie du territoire, des considérations géographiques, démographiques, culturelles et linguistiques, de la croissance numérique et de la capacité financière des adventistes dans un secteur.

- Les directions indigènes. Dès le début de l’implantation adventiste en Europe et en Australie, on confia relativement rapidement des responsabilités aux adventistes indigènes, et des missionnaires occidentaux œuvrèrent sur tous les continents. Mais après la seconde guerre mondiale, des dirigeants locaux émergèrent à travers le monde.

- L’internationalisation de la Conférence générale. Avant les années 1960, les dirigeants à la Conférence générale furent nord-américains, européens et australiens. Aujourd'hui, tous les continents sont représentés à la direction mondiale de l’Église adventiste.

- Les Unions d’églises. Au début du XXIe siècle, certaines Unions peu fournies en membres ou en ressources financières ont supprimé dans leurs territoires le niveau administratif des Fédérations-Missions et sont devenues des Unions d’églises.

#### Débat sur la structure de l'Église adventiste
Les adventistes ont une approche pragmatique sur la structure de leur Église. Ils acceptent le principe de la Bible sur l'organisation ecclésiale mais ils n'y ont pas identifié un modèle prescriptif. Une variété de structures a jalonné l'histoire biblique : le modèle patriarcal, les anciens, les juges, les rois, les prophètes, les prêtres, la synagogue, les apôtres et les diacres. En 1859, James White exprima cette idée : « Nous ne devons pas avoir peur d’un système, approuvé par le bon sens et qui ne s’oppose pas à la Bible. » En raison des évolutions à l'intérieur et à l'extérieur de l'Église adventiste, vers la fin du XXe siècle, une réflexion interne s'est poursuivie sur la nécessité d'une refonte de sa structure. Le débat se développa entre deux lignes d'arguments :
1. L'argument d'une structure plus allégée
- Moins de ressources devraient aller au fonctionnement de la structure.
- Les moyens modernes de transport et de communication du XXIe siècle nécessitent moins une structure élaborée.
- Un niveau intermédiaire de la structure (les Unions ou les Fédérations-Missions) devrait être supprimé[13].

2. L'argument d'une structure plus flexible
- La structure de l'Église adventiste doit être moins uniforme et plus flexible qu'auparavant.
- On ne peut pas opérer de la même manière partout : certains territoires urbains sont très peuplés ; d'autres territoires sont immenses et faiblement peuplés.
- Certains territoires ont besoin de réduire leur structure ; d’autres territoires à la croissance forte réclament les niveaux administratifs existants pour coordonner, superviser et offrir des services aux adventistes[14].

Le modèle d'une structure flexible, relativement moins uniforme, semble gagner aujourd'hui la faveur des adventistes. L'officialisation des Unions d'églises ou l'organisation de nouvelles Divisions par exemple reflètent cette tendance.                         

## Structure de l’Église adventiste
Toutes les règles de fonctionnement de l'Église adventiste du septième jour sont précisées dans le Manuel d'église, un livre de règlements. Tous les cinq ans, au cours de l'assemblée générale de la Conférence générale, on procède à des aménagements et à des améliorations du Manuel d'église. Il existe quatre niveaux d'organisation :

### Église locale
C'est l'organisation de base dans l'Église adventiste. Une congrégation adventiste locale est rattachée à une Fédération, une Mission ou une Union d'églises. Son bâtiment appartient légalement à cette administration. Chaque adventiste est membre inscrit d'une congrégation locale. L'adhésion se fait par la voie du baptême (par immersion) ou de la profession de foi. Un adventiste est impliqué dans la vie de sa congrégation : il a le droit de vote et l'opportunité d'exercer une responsabilité. L'Église adventiste ne pratique pas le baptême des nouveau-nés. Seules les personnes en âge de comprendre et de prendre une décision peuvent le demander. De ce fait, les enfants adventistes sont membres de l'École du sabbat (catéchèse), une structure d'enseignement de la Bible, par classes de tranches d'âge pour les adultes et les enfants. Les non adventistes qui le souhaitent  peuvent aussi être membres de cette classe d'étude biblique. La congrégation locale est ainsi structurée :  
- Pasteur(e). Le pasteur, ou la pasteure, est employé par la Fédération, la Mission ou l'Union d'églises à laquelle l'église locale est rattachée. C'est la position de direction la plus élevée de la congrégation. Les adventistes enseignent que le pasteur ou la pasteure a reçu(e) un appel de Dieu à servir l'Église. Un pasteur est accrédité, puis ordonné au ministère pastoral ; une pasteure est seulement accréditée. L'Église adventiste n'a pas autorisé l'ordination des femmes au ministère pastoral, car pour des raisons culturelles, elle est mal perçue dans certaines parties du monde. Néanmoins, depuis 1990, elles sont autorisées à baptiser et à célébrer les mariages. Le pasteur adventiste n'est pas élu par la congrégation locale mais il est désigné par son administration pour la servir. Il peut être responsable d'une ou de plusieurs églises, ou être assisté par plusieurs pasteurs dans la direction d'une grande assemblée.

- Ancien(ne). Œuvrant à côté du pasteur, l'ancien, ou l'ancienne, est un membre élu pour un ou deux ans par la congrégation locale, et est ordonné par le pasteur. À partir de 1975, les femmes ont été ordonnées à l'anciennat. L'ancien est considéré comme le dirigeant de l'église locale. Il peut administrer le service de la sainte-cène. Dans certaines parties du monde, il est autorisé à baptiser. Selon le nombre d'adventistes de la congrégation, il peut y avoir plusieurs anciens, sous la direction d'un "premier ancien". Dans l'Église adventiste, "ancien" n'est pas un titre mais une fonction. L'autorité du pasteur est universelle mais l'autorité de l'ancien est limitée à la congrégation qu'il sert. L'ancien reçoit son autorité du pasteur ou de l'administration adventiste à laquelle sa congrégation est rattachée.

- Diacre - diaconnesse. Le diacre, ou la diaconesse, est un membre élu pour un ou deux ans par la congrégation locale, et est ordonné par le pasteur. À partir de 1975, les femmes ont été ordonnées au diaconat. Les diacres et les diaconesses assistent l'anciennat dans le déroulement des services religieux, les visites aux membres d'église, aux malades et aux personnes âgées.

- Secrétaire d'église. Le secrétaire, ou la secrétaire d'église, est un membre élu pour un ou deux ans, responsable des registres, inscrivant les entrées et les radiations des noms à la demande de la congrégation locale.

- Trésorier - trésorière. Le trésorier, ou la trésorière, est un membre élu pour un ou deux ans, responsable de la comptabilité et de la sécurité des fonds de la congrégation locale.

- Conseil de l'église. D'autres membres de la congrégation sont élus pour un an ou deux ans, à diverses responsabilités (les départements). Ces responsables se rencontrent en conseil d'église, présidé par le pasteur ou l'ancien. Les décisions importantes sont votées par la congrégation[15].

### Fédération ou Mission
Ce niveau d'administration coordonne et supervise les actions des congrégations et des institutions adventistes qui lui sont rattachées.
- Fédération - autonome sur le plan administratif.
- Mission - semi-autonome administrativement. Certaines décisions sont prises par son Union.

### Union
Ce niveau administratif oriente, équipe, supervise et conseille les entités (fédérations, missions ou églises) et les institutions qui lui sont rattachées. Il existe trois types d'Unions :
- Union de fédérations - Des fédérations et des missions y sont rattachées. Elle est autonome sur le plan administratif.
- Union de missions - Des fédérations et des missions y sont rattachées mais elle est semi-autonome administrativement. Certaines décisions sont prises par sa Division.
- Union d'églises - Des églises sont directement rattachées à cette Union. Elle peut être autonome ou semi-autonome sur le plan administratif.

### Division
La Division est une branche administrative régionale de la Conférence générale. Plusieurs Unions d'un même secteur du monde y sont rattachées. La Division donne les grandes orientations et établit des stratégies régionales. Il y a treize Divisions dans le monde. Actuellement, le français Bruno Vertallier est président d'une des deux Divisions européennes. 

### Conférence générale
C'est la direction mondiale de l'Église adventiste du septième jour. Elle détermine les stratégies globales et fournit les grandes orientations. Son comité exécutif, composé de 235 membres de toutes les Divisions et Unions, ainsi que des institutions majeures, se réunit une ou deux fois par an, aux conseils du printemps et d'automne, pour évaluer la situation de l'Église adventiste, établir des plans et prendre des décisions.    
Tous les cinq ans, environ 2500 délégués du monde entier se réunissent lors de l'assemblée générale de la Conférence générale pour élire ses officiants (incluant ceux des Divisions), procéder aux modifications du Manuel d'Église, entendre les rapports des Divisions, voter des déclarations officielles et présenter ses objectifs.  

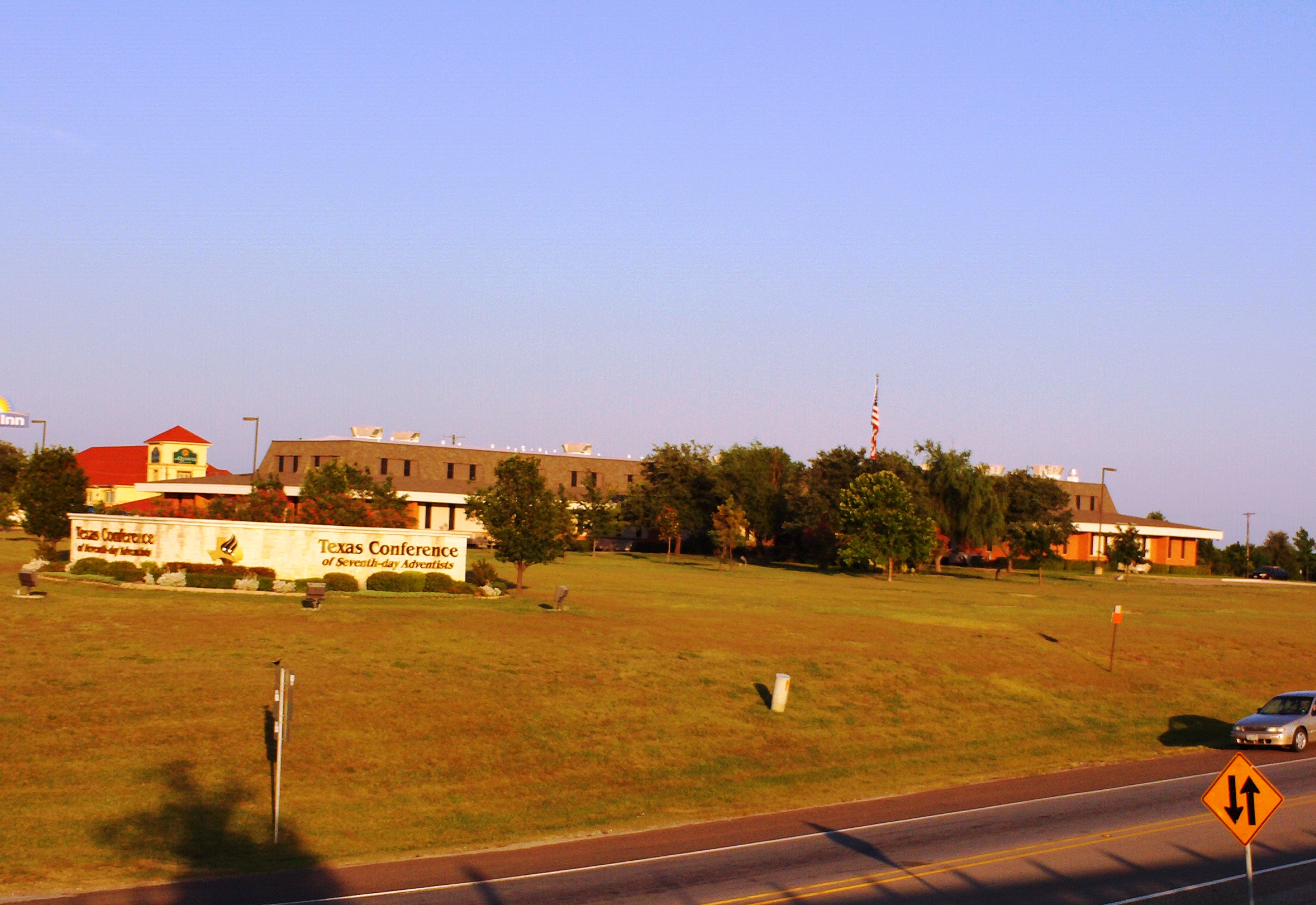
Bureaux de la Fédération adventiste du Texas.

| Présidents de la Conférence générale - 1863 – 1865 : John Byington - 1865 – 1867 : James White - 1867 – 1869 : John N. Andrews - 1869 – 1871 : James White - 1871 – 1874 : George Butler - 1874 – 1880 : James White - 1880 – 1888 : George Butler - 1888 – 1897 : Ole Olsen - 1897 – 1901 : George Irwin - 1901 – 1922 : Arthur Daniells | de l'Église adventiste du septième jour - 1922 – 1930 : William Spicer - 1930 – 1936 : Charles Watson - 1936 – 1950 : James McElhany - 1950 – 1954 : William Branson - 1954 – 1966 : Reuben Figuhr - 1966 – 1979 : Robert Pierson - 1979 – 1990 : Neal Wilson - 1990 – 1999 : Robert Folkenberg - 1999 – 2010 : Jan Paulsen - 2010 - présent : Ted Wilson |

#### Organisation financière
L'Église adventiste du septième jour est financée par le système de la dîme et des offrandes. Les adventistes donnent libéralement pour la soutenir. La dîme sert à payer les pasteurs. Les offrandes permettent de financer le fonctionnement des congrégations locales et des diverses organisations et institutions de l'Église adventiste. 
Ellen White insista sur la nécessité d'éviter la spéculation, l'inégalité salariale ou l'endettement. Aussi, les organisations adventistes suivent des règles précises en termes de budget, coopération, planification et échelle des salaires. Des vérificateurs examinent annuellement les comptes des congrégations, des administrations et des institutions adventistes. Une société indépendante de vérification examine annuellement la comptabilité de la Conférence générale. Plusieurs règlements sur la stabilité financière de l'Église adventiste furent établis après la Grande Dépression de 1929-1932.

## Organisation de la Conférence générale

### Direction mondiale
L'administration de la Conférence générale est composé du président, du secrétaire et du trésorier, avec leurs équipes d'associés. Le président de la Conférence générale est assisté dans sa tache par des vice-présidents (neuf actuellement) qui président divers comités et commissions de services et d'institutions adventistes majeures.

### Branches régionales
La Conférence générale est répartie en 13 Divisions à travers le monde.
Nom, date d'organisation, siège et président actuel de la Conférence générale et de chaque Division :
| Conférence générale                                 | Organisée en 1863 | Silver Spring, Maryland, États-Unis | Président : Ted Wilson |
| --------------------------------------------------- | ----------------- | ----------------------------------- | ---------------------- |
| Division de l'Afrique du centre-ouest               | 2003              | Abidjan, Côte d'Ivoire              | Elie WEIK              |
| Division de l'Afrique du centre-est                 | 2003              | Nairobi, Kenya                      | Blasious Ruguri        |
| Division de l'Afrique australe et de l'Océan indien | 2003              | Pretoria, Afrique du Sud            | Paul Ratsara           |
| Division eurafricaine                               | 1971              | Berne, Suisse                       | Mario Brito            |
| Division trans-européenne                           | 1928              | St Albans, Royaume-Uni              | Bertil Wiklander       |
| Division nord-américaine                            | 1913              | Silver Spring, Maryland, États-Unis | Dan Jackson            |
| Division interaméricaine                            | 1922              | Miami, États-Unis                   | Elie Henry             |
| Division sud-américaine                             | 1916              | Brasilia, Brésil                    | Erton Kohler           |
| Division eurasienne                                 | 1990              | Moscou, Russie                      | Guillermo Biaggi       |
| Division d'Asie du sud                              | 1919              | Hosur, Inde                         | John Rathinaraj        |
| Division d'Asie-Pacifique nord                      | 1997              | Goyang Ilsan, Corée du Sud          | Alberto Gulfan, Jr.    |
| Division d'Asie-Pacifique sud                       | 1997              | Cavite, Philippines                 | Jairyong Lee           |
| Division du Pacifique sud                           | 1922              | Wahroonga, Australie                | Barry Oliver           |

### Départements
Les départements de la Conférence générale donnent des orientations générales aux ministères, organisations, institutions et églises locales de l'Église adventiste. Ces départements sont les suivants : ministère des aumôneries adventistes, ministère des enfants, communication, éducation, ministère de la famille, ministère de la santé, association pastorale, relations publiques et liberté religieuse, publications, École du sabbat (catéchèse) et ministères personnels, gestion chrétienne de la vie, ministère des femmes, et jeunesse adventiste.

### Services
Un certain nombre de services et d'organisations sont au service de la Conférence générale, notamment :
- Service de vérification
- Institut de recherche biblique
- Institut de recherche géoscience
- Ellen G. White Estate
- Archives et statistiques
- Office de conseil général